# Matériel de surf
 (décembre 2020).
Si vous disposez d'ouvrages ou d'articles de référence ou si vous connaissez des sites web de qualité traitant du thème abordé ici, merci de compléter l'article en donnant les références utiles à sa vérifiabilité et en les liant à la section « Notes et références ».

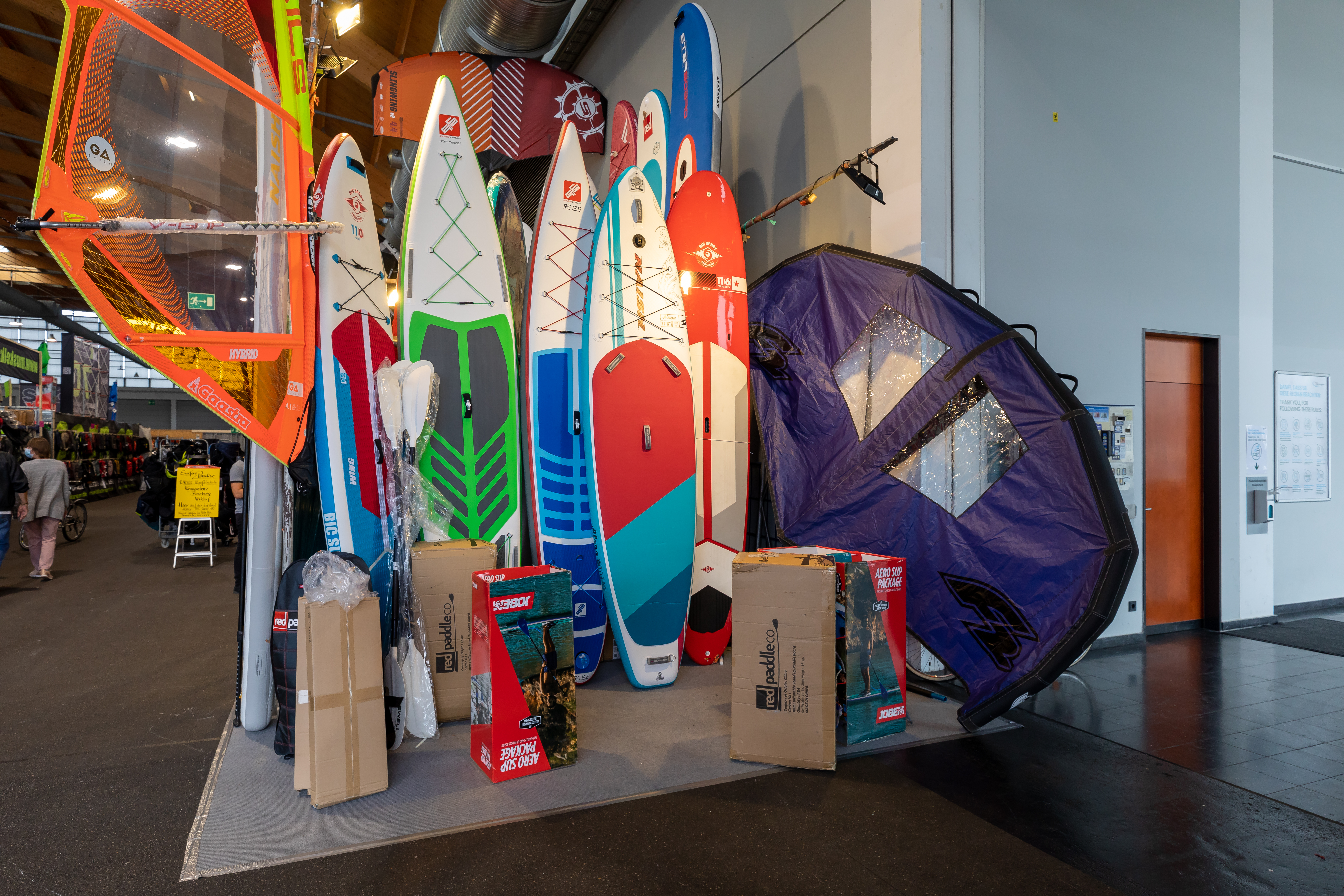
Matériel de surf au salon Interboot 2020.

Le matériel de surf se compose d'une planche, d'une combinaison et de divers accessoires qui permettent aux surfeurs de s'adapter aux conditions variables imposées par les conditions météorologiques.

## Planche
En fonction du temps, des préférences et de la manière de surfer, il existe différents types de planches (appelés shapes) :
- Le shortboard : monté en trifin, ce design utilise un template bien spécial, à l'avant étroit, à l'arrière assez large et dont le wiche point est la plupart du temps situé un peu au-dessous de la moitié de la longueur de la planche. L'arrière large procure maniabilité et vitesse, l'avant étroit empêche la planche d'accrocher et d'enfoncer. L'eau canalisée à l'arrière entre les 3 dérives crée vitesse et accélération.
- L'evolutive : type de planche intermédiaire en taille et en maniabilité, conçue pour faciliter la transition des surfeurs qui passent d'un longboard à un shortboard[1].
- L'egg
- Le fish : les fishes sont des planches courtes, larges et au rocker tendu. Ce sont des planches vives et rapide. Contrairement à ce que leur petite taille laisse penser, ils sont à l'aise dans les petites vagues estivales grâce à un volume important du nose au tail et à un rocker mesuré. Leur tenue dans de plus grosses vagues est également impressionnante. Ils sont aujourd'hui décomposés en plusieurs modèles selon les ateliers et font l'objet d'expériences diverses.
- Le Malibu : un compromis entre les longboards et les shortboards, qui garde toute l'essence du longboard : extrémités larges, avant arrondi, rocker constant et peu prononcé.
- Le gun : planche extrême destinée aux grosses vagues qui permet de démarrer très tôt sur la vague et de garder un contrôle maximum de la trajectoire dans des conditions où la précaution est de rigueur. Son template affiné et son pin tail assurent vitesse et accroche. La possession d'un gun reste sélective mais ses sorties sont en général mémorables.
- Le longboard : planche mesurant entre 2,59 et 2,90 m. Il existe une très grande variété de longboards, allant des planches traditionnelles (single fin) au modern longboard qui utilise les toutes dernières innovations (multifins, glaçage ultra-léger).

### Éléments de glossaire
La conception et réalisation des planches de surf, assurée par des artisans-formeurs, dits Shapers (en général surfers ou anciens surfers, comme Hobart (Hobie) Alter, également créateur des catamarans de plage Hobie-cat), possède un vocabulaire bien précis, qui n'a pas de traduction en français et peut paraître hermétique aux non pratiquants.
- Blank : pain de mousse polyuréthane brut à tailler (parfois préformé à la forme d'une planche de surf). Les plus connus sont des marques Clark Foam (créée par Hobie Alter et son associé) et Burford Blanks.
- Stringer : renfort ou raidisseur vertical en contreplaqué mince incorporé dans la planche (en général il se situe sur la ligne centrale de la planche). Le shaper découpe avec un fil chaud la planche en deux moitiés, qui sont ensuite recollées de chaque côté du stringer avant que la planche ne soit recouverte de sa peau de composite fibre de verre et résine polymère (qui sera ensuite polie et glacée).
- Outline : plan du flotteur en vue de dessus, il est souvent déterminé par un gabarit de découpe appelé template.
- Rocker ou Rocker Line : courbure de la planche vue de côté. Un rocker tendu favorise la vitesse, un rocker plus « banané » favorise la maniabilité (en principe).
- Fin(s) : ailerons. Il existe des montages mono-aileron (single fin), bi-aileron (twin fin ou twinzer), triple (tri fin) et quadruple (quadra fin).
- Lift : relèvement de la courbe de rocker vers l'arrière. Un lift prononcé permet les changements de cap brusques mais pénalise la stabilité directionnelle dans les grosses vagues.
- Tail : littéralement « queue ». C'est l'arrière de la planche qui peut prendre bien des formes au gré de la créativité des shapers. Square tail : arrière carré ; pin tail : arrière pointu ; round tail : arrondi ; round-pin tail : compromis entre les deux précédents ; swallow tail et fish tail (queue d'hirondelle et queue de poisson) : arrières à double pointe.
- Nose : nez, ou spatule de la planche qui peut être pointu, arrondi, plus ou moins relevé ou volumineux.
- Rail : angle entre pont et carène de la planche. Équivalent au bouchain d'un bateau ou à la carre d'un ski, pouvant être plus ou moins arrondi, ou à angle vif, sur une portion plus ou moins longue de la planche à partir de l'arrière. Il est pour beaucoup dans le comportement d'une planche de surf et résulte d'un compromis qui est le « secret de fabrication » du shaper.

## Combinaison

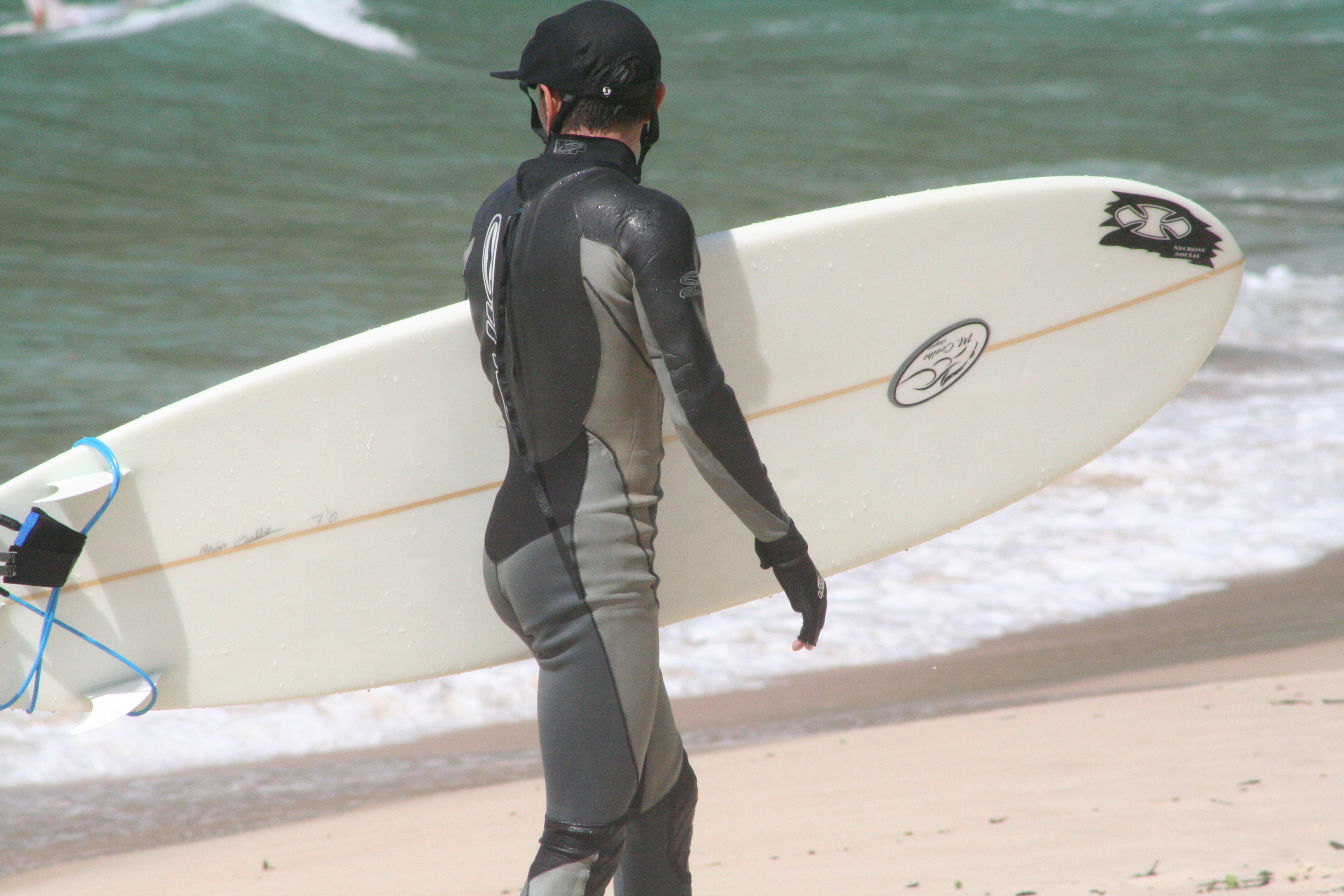
Un surfeur en combinaison.

La pratique du surf nécessite une protection adaptée en fonction de la température de l'eau. Il existe différentes épaisseurs de combinaisons selon la température de l'eau :
- 2 mm → 27°C
- 3/2 mm → 22°C
- 4/3 mm → 16-11°C
- 5/4 mm → 9°C
- 6/5/4 mm → 4°C

Il existe aussi différents modèles et longueurs : 
- shorty :  jambes courtes, manches courtes
- long john : jambes longues, sans manches
- spring suit : sans jambes, manches longues/sans manches

On peut trouver deux types de fermetures éclair :
- Back  Zip : elle se trouve à l’arrière de la combinaison ; elle permet une meilleure étanchéité et une meilleure conservation de la chaleur.
- Front Zip : elle est située à l’avant de la combinaison, sur le buste, et est plus pratique.

Le choix des équipements dépend des conditions météo, de la température de l’eau, de la résistance du surfeur, de son style et de ses préférences,.

## Accessoires du surfeur
- Les tops néoprène ou lycra, souvent en matériel hypertensible : T-shirt à mettre sous la combinaison ou à mettre avec un boardshort (biarrot).
- La cagoule et les gants néoprène : indispensables sur les côtes françaises en hiver et au printemps, lorsque l'eau est en dessous de 12°C.
- Les chaussons : indispensables sur les côtes françaises en hiver et au printemps, lorsque l'eau est en dessous de 12°C.

## Accessoires de la planche
- Le leash : cordon qui raccorde la jambe du surfeur à sa planche afin d'éviter la perte de celle-ci en cas de chute, et dont la longueur est égale à la distance qui sépare le nose et le tail de la planche.
- La wax : enduit constitué de paraffine qui permet une meilleure adhérence sur la planche.
- Le pad : plaque qui permet une meilleure adhérence sur la planche (souvent positionné sur l'arrière de la planche pour effectuer des figures telles que le roller).
- Les ailerons : indispensables pour les planches, sinon la planche vire complètement.